# Hagot

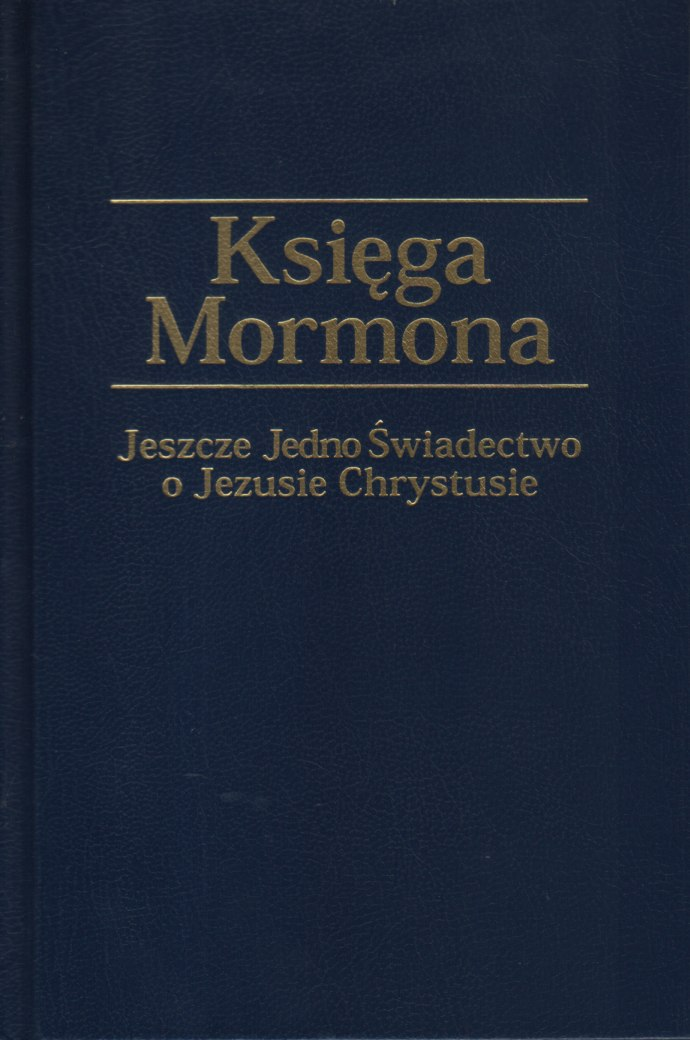
Księga Mormona, jedno z mormońskich pism świętych i jednocześnie źródło przekazu o Hagocie

Hagot (deseret 𐐐𐐁𐐘𐐉𐐛) – w wierzeniach ruchu świętych w dniach ostatnich (mormonów) neficki budowniczy okrętów żyjący w połowie I wieku p.n.e. Znany głównie ze swojej roli w ekspedycjach morskich na północ. Zajmuje poczesne miejsce w mormońskiej teologii, szczególnie w kontekście związków Kościoła z Polinezyjczykami. Postać Hagota, stanowiąca integralną część szerszej kultury mormońskiej, pojawia się również w dociekaniach apologetów tej tradycji religijnej, usiłujących dowieść autentyczności Księgi Mormona.

## Wymowa imienia
Wymowa tego imienia wzbudzała pewne zainteresowanie mormońskich badaczy, szczególnie historyków skupiających się na dziejach świętych w dniach ostatnich. Została ona zresztą uwzględniona w przewodniku po wymowie, dołączanym do każdego egzemplarza anglojęzycznej wersji Księgi Mormona od 1981. Źródła wskazują generalnie niemniej na znaczną różnicę między wymową preferowaną i powszechną współcześnie, a tą z wczesnego okresu kolonizacji terytorium Utah, jeżeli chodzi o wiele nazw i imion z Księgi Mormona. Nie ma takiej różnicy wszelako w przypadku imienia Hagot. Pierwotna wymowa, zwłaszcza ta stosowana przez Josepha Smitha, ma pewne znaczenie w badaniach nazw własnych występujących w Księdze Mormona, choć, na gruncie mormońskiej teologii, nie jest w nich czynnikiem decydującym. Do ustalenia wymowy używanej przez Smitha wykorzystuje się między innymi wydanie Księgi Mormona w alfabecie deseret z 1869. Alfabet deseret jest systemem pisma stworzonym w latach 1847–1854 w Utah, na zlecenie najwyższych przywódców kościelnych, w tym Brighama Younga.
Istnieją zapiski ludzi posługujących w procesie nazywanym przez świętych w dniach ostatnich tłumaczeniem Księgi Mormona, które rzucają światło na to, jak Smith pierwotnie radził sobie z nieznanymi słowami. Hugh Nibley, powołując się na relacje skrybów Smitha, stwierdził, że nigdy nie wymawiał on takich słów, zawsze poprzestając na ich przeliterowaniu. Ściśle na gruncie mormońskiej teologii nie próbuje się dociekać pierwotnej wymowy tegoż słowa, podobnie jak nie prowadzi się takowych rozważań wobec słów i nazw nefickich.
Również na gruncie mormońskiej teologii zauważa się inherentną problematyczność wymowy nazw i imion przynależnych do tej mormońskiej świętej księgi. Ma to wynikać z tego, że żadne z nich nie zostało przekazane Josephowi Smithowi ustnie. Jedynym wyjątkiem jest tu prawdopodobnie imię Moroniego. Miał się on bowiem w końcu przedstawić Smithowi w wizji z 1823. Z doktrynalnego punktu widzenia sposób, w jaki bohaterowie Księgi Mormona wypowiadali te słowa, pozostał nieznany pierwszemu mormońskiemu przywódcy.

## W Księdze Mormona
Informacje na temat jego życia i aktywności tego nefickiego budowniczego okrętów pochodzą z Księgi Mormona. Wzmianki o nim zawiera 63. rozdział Księgi Almy, wchodzącej w skład tej właśnie części mormońskiego kanonu pism świętych. Miał stać za konstrukcją szeregu statków, z których przynajmniej dwa zaginęły lub zatonęły wraz ze swą załogą oraz pasażerami. Opisywany jako mężczyzna wiedziony niezmiernie wielką ciekawością, zainicjować miał również skonstruowanie znacznych rozmiarów okrętu, kluczowego w nefickiej ekspedycji morskiej na północ. Ekspedycja ta, interpretowana jako osadnicza czy kolonizacyjna, miała mieć miejsce w 55 p.n.e. Przypisywany jest jej sukces, ponieważ Księga zawiera informację o kolejnej wyprawie na północ, w 54 p.n.e. lub też w 53 p.n.e. Migracje, których częścią miał był Hagot, analizowane są w kontekście poprzedzającego je zakończenia kolejnej serii wojen neficko-lamanickich oraz wynikłych z tego zmian demograficznych w ziemi zarahemlskiej.
Z zapisu zawartego w samej Księdze Mormona nie można wyłuskać zbyt wielu dodatkowych informacji na temat Hagota. Pozostaje jedynie wzmianka na temat obszaru, na którym miał działać, zasadniczo na granicy ziemi Obfitość, w pobliżu ziemi Spustoszenie. Niektórzy komentatorzy zauważają, że wbrew mormońskiej tradycji, sam tekst źródłowy przekazu o Hagocie nie sugeruje, jakoby miał on płynąć na którymkolwiek ze wspomnianych statków. Nie daje również podstaw do wskazywania jakiekolwiek miejsca docelowego tych podróży.

## W mormońskiej teologii

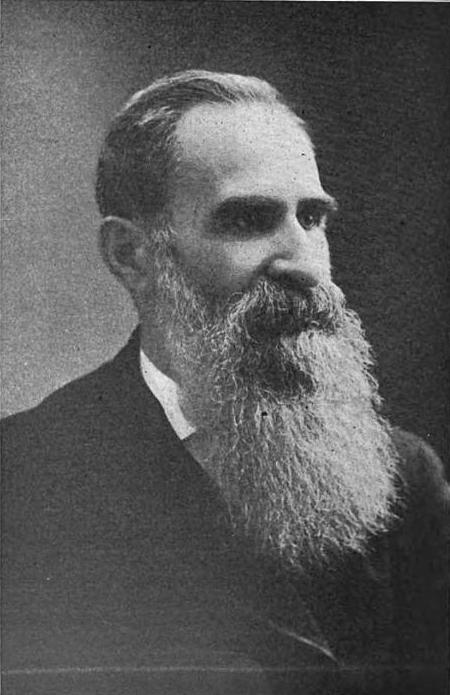
George Reynolds, jeden z pionierów badań nad Księgą Mormona. Był prawdopodobnie pierwszą osobą, która połączyła Polinezyjczyków z Hagotem

Hagot oraz wyprawy morskie z nim związane zajmują poczesne miejsce w mormońskiej myśli teologicznej od przeszło stu pięćdziesięciu lat, budząc przy tym niesłabnącą ciekawość. Mimo braku oficjalnego stanowiska Kościoła Jezusa Chrystusa Świętych w Dniach Ostatnich w tej sprawie część Polinezyjczyków uznaje się za grupę ludności powiązaną więzami krwi z ludami opisywanymi w Księdze Mormona, w tym z uczestnikami nefickich wypraw Hagota. Przekonanie to wyjaśnia zainteresowanie przywódców mormońskich Pacyfikiem, obecne w Kościele już w początkach jego istnienia. Jako pierwszy naukę tą wspominał George Q. Cannon, podczas swojej pracy misyjnej na Hawajach (1851). Przyjęła się ona dosyć szybko w kierownictwie Kościoła. Drugi mormoński prezydent Brigham Young już w 1858 nauczał, że ci wyspiarze, rdzenni mieszkańcy tego kraju, należą do Domu Izraela. Powtórzył to w swoim liście do hawajskiego króla Kamehamehy V z 1865. Wszelako pierwsze połączenie Polinezyjczyków z Księgą Mormona za pośrednictwem Hagota pochodzi prawdopodobnie z Man and His Varieties, serii artykułów autorstwa George’a Reynoldsa, które ukazały się na łamach pisma „Juvenile Instructor” między sierpniem a wrześniem 1868.
Precyzyjne umiejscowienie Hagota w aparacie pojęciowym mormońskiej teologii może napotykać znaczne trudności, wplątane jest też w pewne niejasności. Zdaje się być jednocześnie obiektem dyskusji wśród zarówno przywódców Kościoła jak i, wcześniej, pionierów misyjnych. Wspomniany wyżej George Q. Cannon miał doznać wizji, w której rdzenni Hawajczycy zostali uznani za lamanickie plemię. Wizja ta otrzymała status kanonicznej w 1937. Temat ten podjęli w liście skierowanym do prezydenta misji samoańskiej z 6 września 1972 N. Eldon Tanner i Marion G. Romney, posługujący wówczas jako doradcy w Pierwszym Prezydium. Podeszli doń zwięźle i oględnie, zauważając w swym liście (...) zapytujesz, kim są Polinezyjczycy, czy są Nefitami, czy Lamanitami. Kwestia ta była obiektem licznych spekulacji w przeszłości. Nie mamy jednakże jakichkolwiek dowodów z pism świętych czy objawień, w których Pan mówiłby o tym, skąd przybyli Ci ludzie oraz jakie jest ich pochodzenie. Lamanicką tożsamość przynajmniej części Polinezyjczyków potwierdził jednak Spencer W. Kimball już w 1975.
Jednocześnie Matthew Cowley wielokrotnie podkreślał, iż w żyłach Polinezyjczyków płynie krew Nefiego. Zapis w dzienniku Louisy Pratt z października 1851 mówi natomiast, że Nefici byli starożytnymi ojcami Tahitańczyków. Afiliacja etniczna mieszkańców Polinezji w kontekście mormońskich wierzeń pozostaje zatem niepewna, zwłaszcza z uwagi na jednoznacznie nefickie pochodzenie Hagota. Współczesne przywództwo Kościoła o Hagocie oraz pochodzeniu Polinezyjczyków wypowiada się z ostrożnością.
Również stosunek poszczególnych grup wiernych do ich wywodzonego od Hagota pochodzenia jest złożony. Wskazuje się na możliwość, wedle której przynajmniej w niektórych przypadkach identyfikowali się oni z Hagotem bez żadnych sugestii ze strony misjonarzy. Maorysi od samego początku swych kontaktów z chrześcijaństwem żywili przekonanie, że w jakiś sposób połączeni są ze starożytnymi Izraelitami. W Księdze Mormona wraz jej zwięzłym zapiskiem o podróżach morskich prominentnego żeglarza znaleźli zatem niejako potwierdzenie swoich pragnień. Maoryscy święci w dniach ostatnich uznają się za lud przynajmniej częściowo nefickiego pochodzenia. Jeżeli już łączą się z Lamanitami, to czynią to zawsze jedynie przejściowo, zawsze zresztą w kontekście konkretnych grzechów, nie zaś afiliacji etnicznej. Niezależnie jednak od wszelkich wywołanych przez postać Hagota dyskusji pozostaje on częścią istotnej, żywej polinezyjskiej tradycji religijnej, przekazywanej i utrwalanej od pokoleń.
Za upowszechnienie się poglądu o polinezyjskich związkach Hagota odpowiada prawdopodobnie Matthew Cowley. Ten mormoński przywódca, członek Kworum Dwunastu Apostołów między 1945 a 1953, znany był z teologicznej kreatywności oraz miłości do maoryskiej kultury i języka. Przekonanie to znalazło odzwierciedlenie w wypowiedziach rozmaitych prezydentów Kościoła na przestrzeni wielu dekad. W modlitwie poświęcającej świątynię mormońską w nowozelandzkim Hamilton z 20 kwietnia 1958 David O. McKay nazwał Maorysów potomkami ojca Lehiego. W 1976 w przemówieniu skierowanym do świętych w dniach ostatnich z Samoa Spencer W. Kimball odczytał zapiski dotyczące Hagota i stwierdził, że wydaje mi się czymś jasnym, że wasi przodkowie wyruszyli w podróż na północ, osiedlając się w regionie południowego Pacyfiku. Powiązanie Polinezyjczyków z ludami Księgi Mormona jest również wspierane przez teksty błogosławieństw patriarchalnych otrzymywanych przez będących członkami Kościoła mieszkańców Polinezji.
Mimo silnego zakorzenienia polinezyjskiego kierunku wypraw Hagota w mormońskiej tradycji i teologii nie jest on jedyną dyskutowaną możliwością. W początkach XX wieku szereg przywódców kościelnych zaangażowanych w pracę misyjną w Japonii sugerowało, że Hagot żeglarz mógł dotrzeć do wybrzeży tego kraju. Ostatecznie jednak, wraz z brakiem oczekiwanego sukcesu wśród Japończyków, sugestie te nie zdołały się zadomowić w mormońskich wierzeniach. Niekiedy wszakże da się odszukać późniejsze publikacje związane z mormonizmem, które przynajmniej pobocznie wspominają Hagota w kontekście pochodzenia mieszkańców Japonii.
Zwolennicy umiejscowienia ziem i wydarzeń opisywanych w Księdze Mormona wyłącznie na pograniczu amerykańsko-kanadyjskim wskazują z kolei, że celem wypraw Hagota były Wielkie Jeziora. Krytycy takiego zawężonego podejścia podnoszą, iż odbiera ono religijną tożsamość świętym w dniach ostatnich pochodzącym z krajów Pacyfiku i może być interpretowane jako przejaw amerykańskiego poczucia wyjątkowości.
W analizach zewnętrznych tak Hagota, jak i tego aspektu mormońskiej teologii niekiedy zauważa się jego skomplikowane związki z poglądami rasowymi, zwłaszcza tymi wyrażanymi przez część wczesnych przywódców Kościoła oraz część wczesnych misjonarzy. Temat ten nie umknął niemniej uwadze przynajmniej niektórych badaczy identyfikujących się z ruchem świętych w dniach ostatnich. Typowa dla mormonizmu zdolność do umieszczania napotykanych społeczności w kontekście określonych pism świętych, tak widoczna na przykładzie Hagota, była szczególnie atrakcyjna dla ludów rdzennych w kontekście kolonialnym.

## W mormońskiej sztuce i literaturze

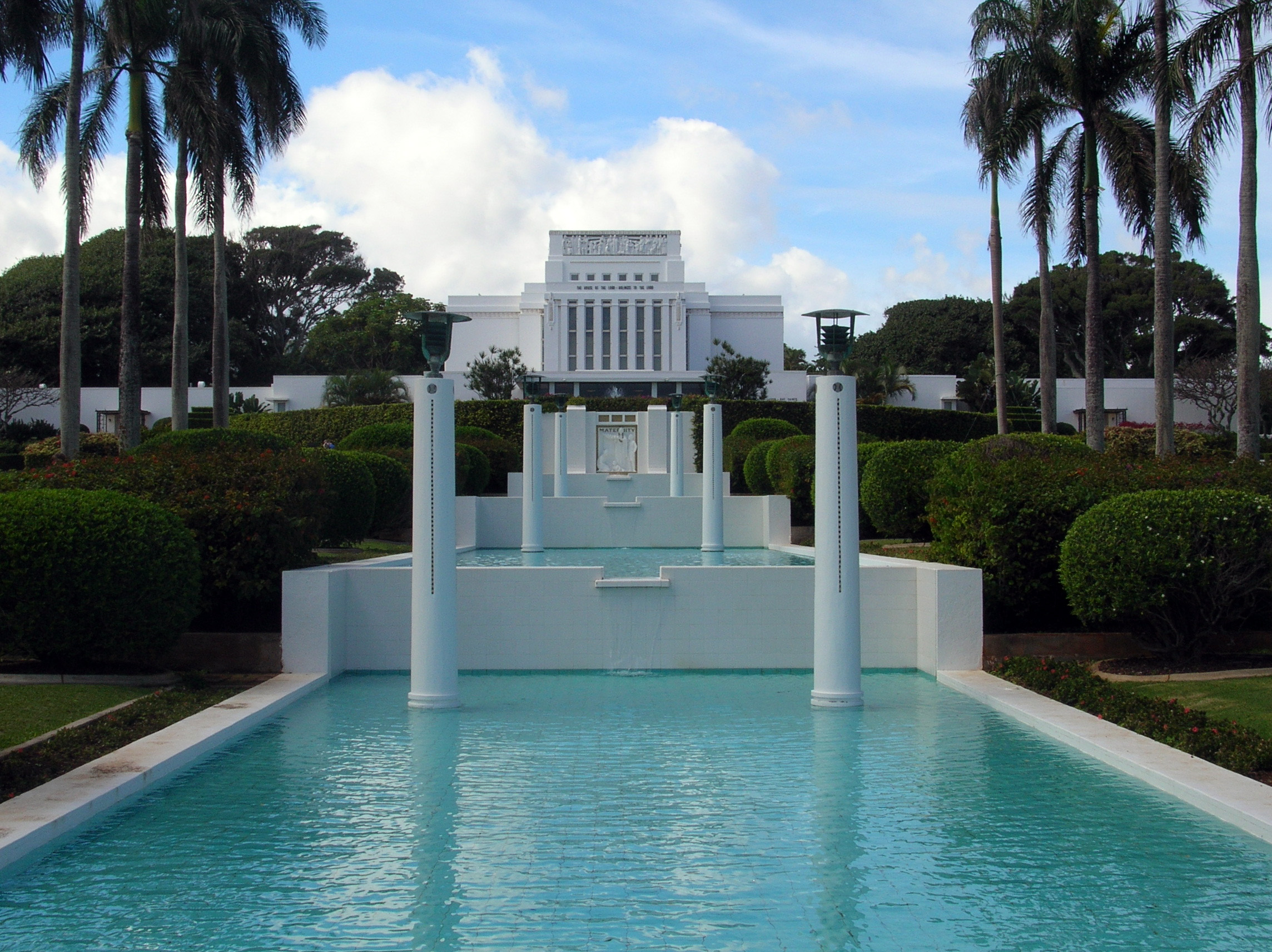
Świątynia mormońska w hawajskim Lāʻie. Obiekt ten zdobią płaskorzeźby, w tym płaskorzeźba przedstawiająca Hagota.

Istnienie Hagota, a także związane z nim hipotezy nie znalazły potwierdzenia w źródłach zewnętrznych. Mieszkańcy Polinezji, zgodnie z opinią ogromnej większości badaczy, najprawdopodobniej wywodzą się z południowo-wschodniej Azji. Nie wyklucza się niemniej całkowicie historycznych kontaktów między rdzennymi mieszkańcami Ameryk a regionem Pacyfiku. Niezależnie od dyskusji naukowych czy umiejscowienia teologicznego Hagota postać ta jest integralną częścią mormońskiego folkloru. Wyprodukowano chociażby poświęconą mu grę planszową. Funkcjonuje również nawiązujący doń nazwą blog poświęcony życiu literackiemu świętych w dniach ostatnich. Hagot bywa opisywany jako bohater polinezyjskiej młodzieży mormońskiej. Utrwalony w sztuce. Znalazł się wśród postaci ujętych na płaskorzeźbach zdobiących świątynię mormońską w hawajskim Lāʻie. Płaskorzeźby te, dzieło J. Leo Fairbanksa, Avarda Fairbanksa oraz Torliefa Knaphusa, przedstawiają kolejno dyspensacje ewangelii wyróżniane w mormońskiej teologii. Hagot stanowi tutaj część dyspensacji Nefitów. Stoi na nim na prawo od Jezusa Chrystusa, obok okrętu, trzyma też w ręku wiosło.
Hagotowi bądź jego metaforycznym potomkom poświęcono obrazy The Ship of Hagoth (1949-1951), Taking the Stick of Joseph to the Children of Hagoth i Hagot construye barcos autorstwa odpowiednio Minervy Teichert, Sylvii Huege de Serville oraz Israela Trejo. Pierwsza ze wspomnianych prac znajduje się w zbiorach Brigham Young University Museum of Art.
Hagot ma swoje miejsce także w pozakościelnej literaturze mormońskiej. Julia A. MacDonald poświęciła mu opowiadanie A Ship of Hagoth: A Tale of Ancient America (1897), później częściowo zaadaptowane przez Orestesa Utaha Beana w popularnej, choć kiepsko przyjętej przez krytyków sztuce teatralnej (1902) oraz w wystawionej na Broadwayu An Aztec Romance (1912). Gordon Ryan umieścił go z kolei w swojej powieści Upon the Isles of the Sea: A Book of Mormon Adventure from the Nephite Chronicles z 1998.

## W szerszej mormońskiej kulturze
Poza konwencjonalnie rozumianą mormońską teologią oraz kulturą Hagot pojawiał się również w kontekstach, które trudno jednoznacznie zaklasyfikować. Grupa określająca się mianem Nemenhah State of the Federation of Royal Maya and Indigenous Traditional Organization, utworzona w 2003 z inicjatywy Philipa Landisa stoi za publikacją tak zwanych Mentinah Papers, wydanych w 2004. Ta dziewięciotomowa pozycja, rzekomo tłumaczenie zapisów odnalezionych w górach nieopodal Manti w XIX wieku ma zawierać kroniki potomków Hagota.
Mentinah Papers rozpoczyna zresztą właśnie Księga Hagota, wraz z relacją sędziwego już budowniczego. W dalszej części narracji lud Hagota osiada w południowo-zachodniej części Stanów Zjednoczonych. Stworzone przez potomków budowniczego skupiska ludzkie stają się ostatecznie częścią ziemi Mentinah, utrzymując przy tym kontakt z ludami z ziem opisywanych na kartach Księgi Mormona. Lamanita Samuel, jeden z mormońskich proroków, miał według Mentinah Papers odbyć długą wizytę w Mentinah i spędzić tam wiele miesięcy. Odwiedzić to miejsce miał też sam Jezus Chrystus, co w oczywisty sposób nawiązuje do wizyty stanowiącej centralne wydarzenie całej Księgi Mormona i ma wzmacniać legitymizację zapisów jako części kanonu. Po raz kolejny przywołując nefickiego budowniczego okrętów, tekst wspomina również o Hagmenim, synu Hagota.
Kościół Jezusa Chrystusa Świętych w Dniach Ostatnich odrzuca kanoniczność Mentinah Papers. Czyni to zarówno na podstawie zawartych w nich błędów doktrynalnych, jak i braku koniecznego upoważnienia kapłańskiego. Sam Landis natomiast, najwyraźniej próbując zdystansować się od mormonizmu, zmienił następnie pisownię imienia nefickiego konstruktora w Mentinah Papers na Hahgohtl. Niemniej jego wysiłki były analizowane w kontekście roli Hagota w dostarczaniu tożsamości rozmaitym grupom. Ujmowano je też jako naturalną konsekwencję mormońskiego oczekiwania na kolejne, wciąż jeszcze nie objawione pisma święte.
Niejako obok dyskusji o samej postaci imię tego nefickiego budowniczego okrętów pojawiało się w badaniach nieortodoksyjnych praktyk nazewniczych obecnych na kartach Księgi Mormona i wykorzystywane w ten sposób było w dowodzeniu autentyczności mormońskiej świętej księgi. Mormońska apologetyka utrzymuje, iż imię Hagot jest poświadczone w starożytnych inskrypcjach hebrajskich. Z kolei badacze wobec mormonizmu sceptyczni zauważają, że Joseph Smith mógł je wyprowadzić z imienia starotestamentalnego proroka Aggeusza (ang. Haggai). Inni z kolei łączą genezę historii o Hagocie z wyprawą misjonarską na Hawaje z listopada 1827, podczas której rozdano około 40 tysięcy pamfletów biblijnych wydrukowanych w nowojorskiej Utice. Smith miał o niej usłyszeć, a następnie twórczo ją przetworzyć na kartach Księgi Mormona.
Wiązane z Hagotem wyprawy oraz pozostawione przy ich opisie sugestie były również wykorzystywane przy konstruowaniu jednego z modeli wewnętrznej geografii Księgi Mormona. Jego imię nosi jedna z ulic w Salt Lake City.